# Амратская культура
Амратская культура (или культура Нега́да I) — археологическая культура энеолита, додинастического периода Верхнего и Среднего Египта и Нубии. Является первой из трёх фаз культуры Негада.

## Общие сведения
Культура получила название по месту нахождения — Эль-Амра (Средний Египет).
Датируется — со 2-й половины V по начало IV тыс. до н. э.

### Артефакты
- могильники и поселения;
- керамика (красная лощёная, с росписью белой краской);
- впервые появляются медные предметы.

### Развитие общества
Установленные занятия носителей культуры — мотыжное земледелие, скотоводство, охота.

### Преемственность культур
Амратская культура является преемницей Бадарийской культуры.
Амратскую культуру позже сменила Герзейская культура.

### Этническая принадлежность
Считается, что создателями и носителями бадарийской, амратской и герзейской культур был один и тот же этнический элемент, а именно предки исторических египтян.